# Felsengärten Mühlhausen
Das Naturschutzgebiet Felsengärten Mühlhausen liegt auf dem Gebiet der Stadt Mühlacker im Enzkreis in Baden-Württemberg.

## Kenndaten
Das Gebiet wurde durch Verordnung des Regierungspräsidiums Karlsruhe vom 30. Juli 2012 als Naturschutzgebiet unter der Schutzgebietsnummer 2233 ausgewiesen. Diese Verordnung trat am 15. September 2012 durch ihre Veröffentlichung im Gesetzblatt für Baden-Württemberg in Kraft. Der CDDA-Code lautet 555552564  und entspricht der WDPA-ID.

## Lage
Das Schutzgebiet liegt nordöstlich des Mühlacker Stadtteils Mühlhausen. Es handelt sich um einen Prallhang der Enz. Das Landschaftsschutzgebiet 2.36.015-Enztalschlingen umschließt das NSG teilweise. Es gehört vollständig zum FFH-Gebiet Nr. 7018-342 Enztal bei Mühlacker und auch zum Vogelschutzgebiet 7019-441-Enztal Mühlhausen-Roßwag. Es liegt im Naturraum 123-Neckarbecken innerhalb der naturräumlichen Haupteinheit 12-Neckar- und Tauber-Gäuplatten.

## Schutzzweck
Wesentlicher Schutzzweck ist laut Schutzgebietsverordnung die Erhaltung, Sicherung und Entwicklung des Prallhangs der Enz mit seinen natürlichen Felsbildungen und Weingärten, mit den natürlichen Felsen und Schutthalden am Felsfuß, der Felsengebüsche, der Kalk-Pionierrasen, Magerrasen und mageren Wiesen sowie der Trockenmauern. 
Schutzzweck ist auch die Erhaltung, Sicherung und Entwicklung der im Gebiet vorkommenden Lebensraumtypen und der im Gebiet vorkommenden Populationen nach Anhang I der Vogelschutzrichtlinie und Anhang II der FFH-Richtlinie.